# RO TV
RO TV is een serie van 21 documentaires die tot stand kwam in samenwerking met het RO Theater. De serie werd in 2008 uitgezonden door opdrachtgever RTV Rijnmond. De VPRO zendt de serie uit vanaf 19 mei 2009. De serie is in 2008 vertoond tijdens het Nederlands Film Festival.
De regisseurs Pieter Kramer en André van der Hout werken zonder script en nemen een acteur van het RO Theater mee naar een Rotterdamse locatie waar zich een fictieve, op de actualiteit toegespitste gebeurtenis afspeelt. Het is een serie onware documentaires. De acteur begeeft zich tussen gewone mensen die er meestal niet van op de hoogte zijn dat hij een acteur is.
De uitzending Montmartre aan de Maas over een plan voor de bouw van een megalomaan bordeel in Katendrecht leidde tot onrust onder een deel van de inwoners. Ze belegden een spoedvergadering tegen dit fictieve plan en dreigden in protest naar het Rotterdamse stadhuis te vertrekken. De aflevering Vanmorgen vloog ze nog ging over de oud-Feyenoord keeper Eddy Treytel die ooit tijdens een wedstrijd op Het Kasteel van Sparta een meeuw uit de lucht schoot. Decennia later besluit hij uit gewetensnood een cd op te nemen waarvan de opbrengst ten goede zou moeten komen aan de Vogelbescherming. De volledige serie is terug te vinden op de site van RTV Rijnmond.
Andere onderwerpen zijn onder andere rolstoelboksen, een toneelstuk door demente bejaarden, bijgestaan door een bejaardenfluisteraar en "Het Bombardement, de musical".